# Glödis
Glödis är en bergstopp i Österrike. Den ligger i distriktet Lienz och förbundslandet Tyrolen, i den centrala delen av landet. Toppen på Glödis är 3 206 meter över havet, eller 373 meter över den omgivande terrängen.
Den högsta punkten i närheten är Roter Knopf, 3 281 meter över havet, nordost om Glödis.
Trakten runt Glödis består i huvudsak av kala bergstoppar och isformationer.